# Klimavej
Anlæggelse af klimaveje er et led i den klimatilpasning der er indledt som følge af klimaforandringer som forventes i de kommende årtier.
Man tilstræber at en klimavej opbygges så den så vidt muligt kan aflede selv store vandmængder på kort tid som ved skybrud, der ifølge DMI er mere end 15 millimeter nedbør på 30 minutter. Ideen er at håndtere vandet før det når kloakkerne som mange steder ikke har den fornødne kapacitet.
Skybruddet den 2. juli 2011, hvor dele af København blev hårdt ramt, havde betydning for den danske regerings iværksættelse af klimatilpasninger.

## Nedsivningsvej
En nedsivningsvej er et eksempel på en klimavej. Den 19. maj 2014 indviede man på Frederiksberg en sådan vej, Helenevej , som er en skrånende, blind vej og blot godt 100 meter lang. Belægningen blev fornyet med små kvadratiske fliser, ca. 20x20 cm med fuger fyldt med småsten eller skærver, så vandet hurtigt kan sive gennem et underliggende lag af drængrus på ca. 40 cm til fire kamre der opsamler regnvandet der så langsomt siver videre til undergrunden. Anlægget er dimensioneret til en såkaldt 100-års-hændelse.
Man anvender også udtrykket klimavej i forbindelse med støjdæmpning af stærkt trafikerede veje. Ud over afskærmning kan man bruge såkaldt drænasfalt, en støjreducerende asfalt med drænende egenskaber til regnvandshåndtering.